# Sự suy giảm điểm đóng băng
Sự suy giảm điểm đóng băng là sự sai khác giữa các điểm đóng băng của một chất lỏng nguyên chất và dung dịch của các chất không điện li trong chất lỏng đó. Nó tỷ lệ thuận với mật độ mol của dung dịch theo phương trình sau:
Sự suy giảm điểm đóng băng  = i × Kf × độ mol
- Độ mol (mật độ) được đo theo mol/kg
- Kf, hằng số suy giảm điểm đóng băng là thuộc tính tổng hợp.
  - Kf cho nước là 1,86 K·kg/mol, có nghĩa là trên một mol của chất hòa tan trong 1 kg nước thì sự suy giảm điểm đóng băng của nó là 1,86 K.
- i là hệ số i hay hệ số van 't Hoff i. Xem thêm van 't Hoff.
  - i là hệ số được đưa vào tính toán sự hiện diện của các ion trong dung dịch, nó chỉ tới số lượng của các loạt hạt tích điện được tạo thành.

Ví dụ:
- i = 1 cho đường hòa tan trong nước.
- i = 2 cho NaCl trong nước.
- i = 3 cho CaCl2 trong nước.
- i = 2 cho HCl trong nước (phân li hoàn toàn).
- i = 1 cho HCl trong benzen (không phân li).

## Ứng dụng
- Kỹ thuật giảm nhiệt độ đóng băng được sử dụng ở các đường băng sân bay hay đường cao tốc tại những nước có tuyết rơi. Khi tuyết rơi dày, cản trở giao thông, người ta có thể rắc muối để giảm nhiệt độ đóng băng, có thể làm tuyết tan thành nước ở nhiệt độ 0 độ C, và chỉ có thể đóng băng lại ở nhiệt độ có thể xuống tới -10 °C. Ngoài ra, người ta còn rắc thêm cát để tăng ma sát cho đường.